# BBVA Compass Stadium
Shell Energy Stadium – wielofunkcyjny stadion znajdujący się w Houston w Stanach Zjednoczonych, służący przede wszystkim do rozgrywania spotkań piłki nożnej, zarówno na poziomie krajowym, jak i międzynarodowym, a także innych imprez masowych – w tym koncertów i meczów rugby union, lacrosse i futbolu amerykańskiego. Kosztujący 95 milionów dolarów obiekt został oddany do użytku w maju 2012 roku po piętnastu miesiącach prac budowlanych. Położony jest w samym centrum Houston, w jego sąsiedztwie znajdują się dwa inne sportowe obiekty – baseballowy Minute Maid Park oraz Toyota Center, w którym odbywają się mecze koszykówki i hokeja na lodzie. Głównym najemcą stadionu jest występująca w Major League Soccer drużyna piłki nożnej Houston Dynamo, domowe spotkania w NCAA Division I rozgrywa na nim także uniwersytecki zespół futbolu amerykańskiego Texas Southern Tigers. Stadion gości również zawody międzynarodowe w piłce nożnej i rugby union, nie tylko z udziałem zespołów reprezentujących USA, a w 2013 roku był areną USA Women’s Sevens, żeńskiego turnieju rugby 7 wchodzącego w skład IRB Women’s Sevens World Series.

## Informacje ogólne

### Historia
W związku z przeniesieniem przez właścicieli zespołu San Jose Earthquakes do Houston w grudniu 2005 roku rozpoczęły się poszukiwania lokalizacji do budowy stadionu przystosowanego dla potrzeb drużyny przemianowanej na Houston Dynamo. Do jego ukończenia zespół rozgrywał spotkania w Major League Soccer na wielofunkcyjnym Robertson Stadium należącym do University of Houston.
Obiekt miał powstać w samym centrum Houston, w pobliżu Toyota Center i Minute Maid Park, choć rozważane były także inne lokalizacje.
Pierwsze plany zakładały oddanie stadionu do użytku w 2011 roku – półtoraroczne rozmowy zakończyły się w 2009 roku zakupem przez miasto terenu pod przyszłą budowę, zaawansowane były również rozmowy z kredytującymi budowę bankami oraz z Texas Southern University w sprawie rozgrywania na stadionie meczów uniwersyteckiej drużyny futbolu amerykańskiego, a do rozpoczęcia pierwszych prac potrzebna wówczas była jeszcze zgoda miejscowych władz. 7 kwietnia 2010 roku miasto, a tydzień później hrabstwo pozytywnie zagłosowało nad wnioskiem nad budową stadionu ustalając jednocześnie jego współfinansowanie. Na początku grudnia 2010 roku klub wynegocjował z Harris County-Houston Sports Authority warunki trzydziestoletniego wynajmu, natomiast projekt Tax Increment Revenue Zone został uchwalony przez radę miasta 2 lutego 2011 roku, likwidując tym samym ostatnią przeszkodę blokującą rozpoczęcie budowy.

### Wykonawcy
Właściciele klubu wynajęli ICON Venue Group jako zarządzającego projektem w ich imieniu. Zadaniem tej firmy było przygotowanie studium wykonalności projektu w ramach założonych środków, a następnie znalezienie projektanta i głównego wykonawcy obiektu oraz kontakty z instytucjami publicznymi.
Projekt architektoniczny przygotowała firma Populous, która w swoim dorobku ma również między innymi First National Bank Stadium, Stadion Olimpijski w Londynie, Stadion Wembley, czy znajdujące się w Houston Minute Maid Park, Toyota Center i Reliant Stadium.
Głównym wykonawcą została Manhattan Construction Company, która wcześniej zbudowała między innymi Reliant Stadium, Cowboys Stadium i Rangers Ballpark in Arlington. Ponad połowę wartości kontraktu przekazała ona podwykonawcom.

### Finansowanie
Władze miasta i hrabstwa w postaci wkładu infrastrukturalnego wyłożyły po 10 milionów dolarów, Houston dodatkowo wykupiło grunt pod budowę za kwotę 15 milionów dolarów, pozostałe 60 milionów USD pochodziło od właścicieli klubu.
Prawa do nazwy stadionu wykupił BBVA Compass, amerykańska filia hiszpańskiego Banco Bilbao Vizcaya Argentaria – podpisana w grudniu 2011 roku dziesięcioletnia umowa opiewała na 20 milionów USD.
Dodatkowo stadion przynosi przychody ze zlokalizowanych na nim sklepów, punktów usługowych i cateringu.

### Budowa
Prezentacja projektu stadionu nastąpiła 3 lutego 2011 roku, natomiast symboliczna pierwsza łopata została wbita dwa dni później. Po oczyszczeniu placu budowy i wylaniu fundamentów pierwszy z pięciu dźwigów pojawił się na nim pod koniec lipca. Stalowa konstrukcja zaczęła powstawać w sierpniu, trybuny na początku września, a szkielet podtrzymujący aluminiową konstrukcję zewnętrzną pod koniec tego miesiąca. Prace posuwały się zgodnie z wyznaczonym harmonogramem – betonową widownię ukończono pod koniec października, uroczystość zawieszenia wiechy nastąpiła 14 listopada, na początku grudnia rozpoczął się montaż ażurowej konstrukcji zewnętrznej, zaś układanie darni odbyło się w lutym 2012 roku. Główne prace wykończeniowe oraz kilkudniowa operacja zawieszenia nazwy stadionu zakończyły się w kwietniu.

### Otwarcie
Pod koniec listopada 2011 roku ogłoszono, że inauguracja stadionu nastąpi 12 maja 2012 roku. Oficjalne otwarcie obiektu nastąpiło zaś 2 maja 2012 roku w obecności władz klubu i uniwersytetu, a także oficjeli, w tym burmistrz Annise Parker i teksańskich kongresmenów.

## Obiekt
Obiekt położony w samym centrum Houston znajduje się na działce o powierzchni dwunastu akrów, sam stadion zaś, do którego prowadzą cztery ogólnodostępne wejścia, ma powierzchnię ponad 31,5 tysiąca metrów kwadratowych, a w najwyższym punkcie 21 metrów. Do jego budowy zużyto 13000 m³ betonu i 2200 ton stali. Stadion z zewnątrz na stalowej kratownicy pokrywa ażurowa aluminiowa konstrukcja o powierzchni ponad 8700 m², która pozwala na ochładzanie jego wnętrza.
Wokół stadionu pomiędzy pierwszym a drugim poziomem owalnej widowni mieszczącej 22 000 osób przebiega dziewięciometrowy chodnik pozwalający na łatwy dostęp do wszystkich sektorów. Nowoczesny system nagłośnienia wspomagany jest przez zakrywający około 75% widowni dach nad obiema dłuższymi trybunami. W południowej części widowni znajduje się scena o wymiarach 60 na 80 stóp, na której podczas imprez sportowych znajdują się przenośne trybuny.
Trzydzieści trzy klimatyzowane loże z ekskluzywnym wyposażeniem i cateringiem znajdują się na poziomie dziewiątego rzędu widowni. Goście mogą skorzystać z wydzielonych wejść, miejsc parkingowych, sanitariatów oraz z zamontowanych na zewnątrz loży foteli. Trzy czternastoosobowe sale z widokiem na boisko mogą być połączone w jedną dużą na pięćdziesiąt osób, zaś jeszcze większe grupy mogą wynająć mieszczące ponad sto osób dwa tarasy. W obiekcie jest West Club z salą bankietową i tarasem, a obok niego znajdują się wydzielone miejsca dla członków President's Club.
Spośród pięciu szatni jedna jest zarezerwowana dla zawodników Dynama. Dla potrzeb transmisji przygotowano trzy stanowiska radiowe i cztery telewizyjne, zaś dziennikarze prasowi mają do dyspozycji pięćdziesiąt miejsc. Infrastrukturę dopełnia ekran LED o wielkości 25 na 40 stóp, ponad sto stoisk z żywnością i pamiątkami oraz toalety w ilości przekraczającej obowiązujące normy.
Wymiary samego boiska to 70 na 115 jardów (64 na 105 metrów), mieszczące się w wymogach stawianych przez Major League Soccer. Na murawę użyto odpornej bezpyłkowej odmiany trawy bermudzkiej używanej między innymi na polach golfowych.
Wokół stadionu znajduje się 1800 miejsc parkingowych, dodatkowy parking jest natomiast wynajmowany od zarządzających Minute Maid Park z brakiem dostępu do niego, gdy w tym samym czasie mecz rozgrywa zespół Houston Astros. W pobliżu znajdują się również przystanki METRORail.
Stadion zyskał sobie przydomek Piekarnik (Oven).
W grudniu 2012 roku obiekt otrzymał certyfikat LEED.

## Wykorzystanie
Prócz podstawowego wykorzystania stadionu do rozgrywania meczów piłki nożnej i futbolu amerykańskiego, mogą na nim odbywać się inne zawody sportowe, koncerty, a także gale bokserskie, organizowane przez związanego z klubem Oscara de la Hoyę. Właściciele obiektu planowali również organizowanie zawodów sportowych szkół średnich. Kilkukrotnie po meczach Dynamo organizowano pokazowe spotkania futbolu gaelickiego.

### Piłka nożna
Po sześciu latach korzystania z Robertson Stadium na stadionie domowe mecze w Major League Soccer i Lidze Mistrzów CONCACAF rozgrywa zespół Houston Dynamo, który na jego otwarcie 12 maja 2012 roku pokonał D.C. United. Dwa dni wcześniej zaś odbyło się zamknięte dla szerokiej publiczności spotkanie juniorów Dynama z reprezentacją USA U-17. Właściciele Dynamo stworzyli także żeński zespół Houston Dash, który w grudniu 2013 roku otrzymał licencję podczas pierwszego rozszerzenia National Women’s Soccer League, a drużyna zadebiutowała na tym obiekcie 12 kwietnia 2014 roku w pierwszej kolejce sezonu 2014.
Na stadionie odbywają się również spotkania reprezentacyjne – w pierwszym międzynarodowym pojedynku 23 maja 2012 roku All Whites zremisowali z Salwadorem, w ciągu roku zadebiutowały na nim również reprezentacje USA – żeńska 12 grudnia 2012 roku pokonała Chinki 4-0, natomiast mężczyźni 29 stycznia 2013 roku bezbramkowo zremisowali z Kanadyjczykami. Prócz spotkań towarzyskich i w ramach eliminacji do MŚ 2014 gościł także mecze męskiego Copa Centroamericana 2014, Złotego Pucharu CONCACAF w 2013 i 2015, a w lutym 2016 żeński turniej eliminacyjny strefy CONCACAF do Letnich Igrzysk Olimpijskich 2016.

### Futbol amerykański
Stadion jest macierzystym obiektem drużyny Texas Southern Tigers reprezentującej Texas Southern University w Southwestern Athletic Conference NCAA Division I. Zespół ten zainaugurował występy na nim 15 września 2012 roku, lecz pierwszy mecz futbolu amerykańskiego, z udziałem drużyn szkół średnich, stadion gościł pod koniec sierpnia tego roku.
Z uwagi na budowę Houston Football Stadium reprezentujący University of Houston w American Athletic Conference NCAA zespół Houston Cougars w sezonie 2013 roku rozważał rozegranie jednego ze spotkań na BBVA Compass Stadium. Decyzję podjęto w czerwcu i 12 października Cougars zadebiutowali na stadionie wygraną nad Memphis Tigers. Ostatecznie po zmianie terminarza Cougars wystąpili na nim po raz drugi ulegając 23 listopada Cincinnati Bearcats.

### Rugby union
Pierwszym niepiłkarskim międzynarodowym wydarzeniem na stadionie było zakończone porażką spotkanie reprezentacji USA z Włochami 23 czerwca 2012 roku. Wcześniej mecze kadry w Houston odbywały się na Robertson Stadium. Na początku czerwca 2013 roku przed ponaddwudziestotysięczną widownią Amerykanie nieznacznie ulegli Irlandczykom, zaś rok później podejmowali Szkotów. Na początku lutego 2016 roku w pierwszym meczu pod wodzą Johna Mitchella reprezentanci USA zremisowali z Argentyńczykami w ramach Americas Rugby Championship 2016.
W październiku 2012 roku Międzynarodowa Rada Rugby wraz z USA Rugby ogłosiły, że obiekt do 2015 roku będzie areną USA Women’s Sevens wchodzącego w skład IRB Women’s Sevens World Series, z inauguracyjną edycją w lutym 2013 roku. Rok później turniej ten został jednak rozegrany w Atlancie.